# Autoroute La Paz-El Alto
L’autoroute La Paz-El Alto, officiellement l'autoroute des Héros de la Guerre du Chaco, est une autoroute bolivienne d'une longueur de 13 kilomètres reliant la capitale bolivienne, La Paz, à sa ville voisine, El Alto, toutes deux situées dans le département de La Paz. Il s'agit de la voie majeure reliant ces deux villes qui forment ensemble la plus grande agglomération du pays. En raison de la différence d'altitude, le centre de La Paz encaissé en fond de vallée est situé à 3 600 mètres alors qu'El Alto, sur le plateau, est à 4 150 mètres. Les connexions par voie routière ne sont pas simples à mettre en place entre ces deux cités. De ce fait, cette autoroute occupe une place stratégique dans l'articulation de l'agglomération.
L'autoroute est partie intégrante de la route nationale 3, reliant La Paz à Trinidad, la capitale départementale du département du Beni, dans l'est du pays.

## Histoire

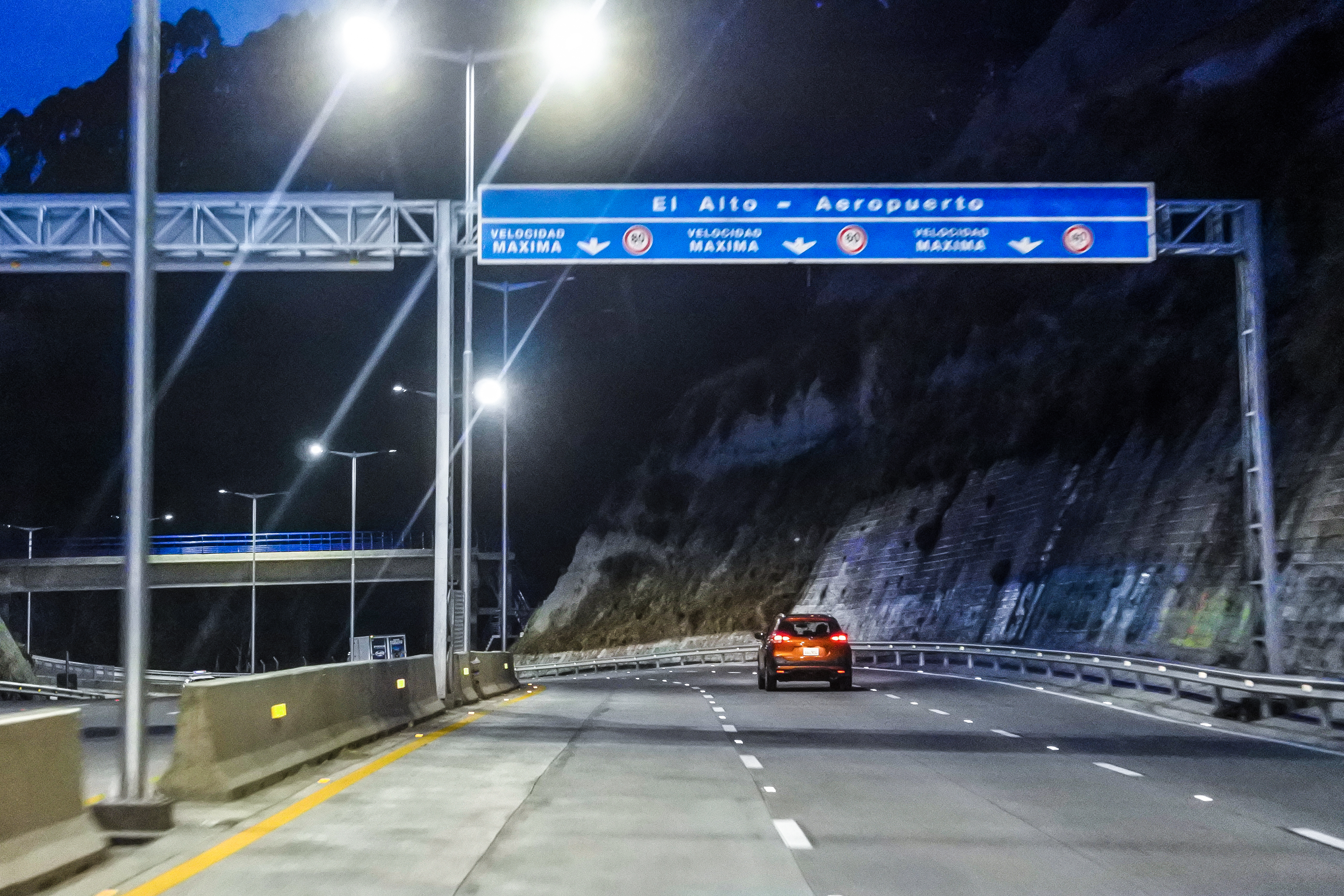
Vue de l'autoroute.

Les travaux de l'autoroute sont initiés en 1972 sous le gouvernement d'Hugo Banzer (1971-1978) qui initie alors une politique de grands travaux. Ils s'achèveront en 1978. Le coût de cette infrastructure s'avère bien plus important que ce qui avait été estimé. Initialement évaluée à 7 millions de US $, sa construction coûtera au bout du compte 34 millions de US $. Cette différence est due à des dysfonctionnements et à une corruption généralisée au sein du gouvernement Banzer. Ainsi, les études réalisées avant l'ouverture du chantier manquent de sérieux, ce qui entraîne des surcoûts et des fonds sont illégalement transférés par le gouvernement à l'entreprise constructrice.
Après avoir lancé un appel d'offres international en 2011 pour la réfection et la modernisation de l'autoroute, le gouvernement bolivien, sous la présidence d'Evo Morales, annonce en 2013 avoir conclu avec la Banque interaméricaine de développement un accord pour lequel 35 millions de dollars US $ seraient alloués aux travaux. En 2016, le gouvernement signe avec l'entreprise portugaise Levon un contrat de 34 millions de dollars US $ pour les travaux de réfection, qui comprennent notamment le réaménagement et le resurfaçage de trois voies par direction, la construction de sept passerelles et l'aménagement d'un échangeur dans le quartier d'Achachicala. Les travaux débutent donc en juin 2016 et se terminent en janvier 2019.